# حزب اعتماد ملی مالزی
حزب اعتماد ملی مالزی (به زبان مالایا: Parti Amanah Negara) یک حزب سیاسی چپ‌گرا ثبت شده در مالزی و طرفدار اسلام سیاسی است. این حزب بعنوان حزب کارگران مالزی (Parti Pekerja-Pekerja Malaysia) یا (پارتی پکرجا-پکرجا مالیزیا) قبل از اینکه در اوت ۲۰۱۵ به گروهی از رهبران اسلام‌گرای مترقی حزب اسلامی پان مالزیایی (PAS) تحویل داده شود در انتخابات ژوئن ۲۰۱۵ شکست خورده بود.

## تأسیس
این حزب در سال ۱۹۷۸ توسط گانگا نایار بنیان گذاشته شد.
این گروه اسلام‌گرا (PAS) در ۱۶ سپتامبر ۲۰۱۵ حزب کارگران مالزی را به عنوان یک حزب اسلامی دوباره تعریف کرد. شش عضو این حزب در حال حاضر نماینده پارلمان مالزی و یکی از حزب تشکیل دهنده ائتلاف مخالف در مالزی به نام «پاکاتان هارپان» (PH) است.